# Tê giác Sumatra
Tê giác Sumatra hay còn gọi là tê giác hai sừng (danh pháp hai phần: Dicerorhinus sumatrensis) là loài tê giác hiện còn tồn tại có kích thước nhỏ nhất, cũng như là một trong số các loài có nhiều lông nhất. Giống như các loài châu Phi, chúng có hai sừng. Đã từng có thời chúng phổ biến rộng rãi ở khu vực Đông Nam Á, nhưng ngày nay chỉ còn khoảng 80 cá thể. Chúng là loài đang ở trong tình trạng cực kỳ nguy cấp do săn bắn trộm, và các cố gắng nhằm phục hồi số lượng của chúng bằng cách nhân giống trong tình trạng bị giam cầm đã gặp rất nhiều khó khăn. Tê giác Sumatra là loài sống sót cuối cùng trong cùng một nhóm với loài tê giác lông mịn đã tuyệt chủng.

## Phân loài và đặt tên

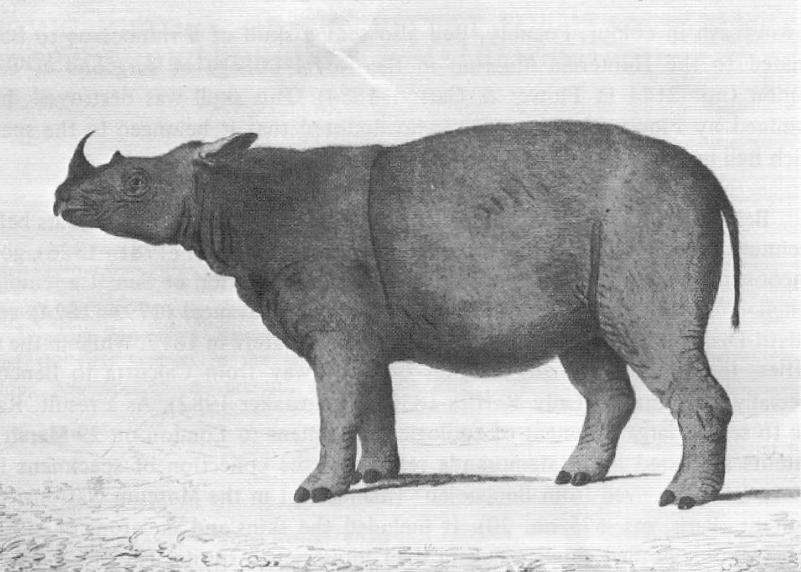
Bức vẽ đầu tiên của mẫu vật đầu tiên mà giới khoa học phương tây biết đến, vẽ bởi William Bell vào năm 1793

Con tê giác Sumatra được ghi nhận đầu tiên bị bắn 16 km (9,9 mi) bên ngoài Fort Marlborough, gần bờ tây của Sumatra vào năm 1793. Bức vẽ con vật và một đoạn văn mô tả nó được gửi tới nhà tự nhiên học Joseph Banks, vào lúc đó là Chủ tịch của Hội Hoàng gia Luân Đôn, người đã cho xuất bản một bài viết về mẫu vật trên vào năm đó. Vào năm 1814, loài này được Johann Fischer von Waldheim đặt tên khoa học.
Tính ngữ xác định loài sumatrensis có nghĩa là "của Sumatra", hòn đảo Indonesia nơi loài tê giác lần đầu được tìm thấy. Carl Linnaeus ban đầu phân loại tất cả tê giác vào một chi Rhinoceros; do đó loài này ban đầu được phân loại là Rhinoceros sumatrensis hoặc sumatranus. Joshua Brookes cho rằng tê giác Sumatra có hai sừng nên là một chi riêng biệt so với chi Rhinoceros có một sừng, và cho nó cái tên Didermocerus vào năm 1828. Constantin Wilhelm Lambert Gloger đã đề xuất cái tên Dicerorhinus vào năm 1841. Vào năm 1868, John Edward Gray đề xuất cái tên Ceratorhinus. Thường thì cái tên lâu đời nhất sẽ được sử dụng, nhưng vào năm 1977 Ủy ban Quốc tế về Danh mục Động vật học đã quyết định đặt tên chi chính thức là Dicerorhinus. Dicerorhinus bắt nguồn từ Tiếng Hy Lạp, trong đó di (δι, nghĩa là "hai"), cero (κέρας, nghĩa là "sừng"), và rhinos (ρινος, nghĩa là "mũi").
Có ba phân loài là:
- Dicerorhinus sumatrensis sumatrensis, được gọi là Tê giác Sumatra miền tây, chỉ còn khoảng 75-85 con vào năm 2008 và không thể xác định vào năm 2020, hầu hết trong các Vườn quốc gia Bukit Barisan Selatan, Kerinci Seblat và Gunung Leuser tại Sumatra, nhưng cũng có một số lượng nhỏ ở Vườn quốc gia Way Kambas.[1] Gần đây chúng đã tuyệt chủng tại Malaysia bán đảo. Mối đe dọa chính với phân loài này là mất môi trường sống và nạn săn bắt trộm. Một sự khác biệt nhỏ về mặt di truyền đã được ghi nhận giữa tê giác Sumatra miền tây và tê giác Borneo.[1] Tê giác trên Malaysia bán đảo từng được gọi là D. s. niger, nhưng sau đó được công nhận là một danh pháp đồng nghĩa với D. s. sumatrensis.[3] Ba con đực và bốn con cái hiện đang sống trong tình trạng nuôi nhốt tại Khu bảo tồn Tê giác Sumatra tại Way Kambas, con đực nhỏ tuổi nhất đã được sinh ra tại đó vào năm 2012.[12] Một con non khác, một con cái, đã được sinh ra tại khu bảo tồn vào tháng 5 năm 2016.[13] Hai con đực của khu bảo tồn được sinh ra tại Vườn thú và bách thảo Cincinnati.[14]
- Dicerorhinus sumatrensis harrissoni, được gọi là Tê giác Borneo hay Tê giác Sumatra miền đông. Phân loài tê giác này từng phổ biến khắp Borneo; ước chừng hiện tại chỉ còn khoảng 15 cá thể tồn tại.[15] Quần thể đã biết này sống ở East Kalimantan, gần đây chúng đã tuyệt chủng tại Sabah.[16] Các báo cáo về việc có Tê giác Borneo sinh sống ở Sarawak thì vẫn chưa được xác nhận.[1] Phân loại này được đặt tên theo Tom Harrisson, người đã cống hiến nhiều cho lĩnh vực động vật học và nhân loại học Borneo vào thập niên 1960.[17] Phân loài Borneo có đặc trưng là có kích cỡ cơ thể nhỏ hơn so với hai phân loài còn lại.[3] Quần thể đang trong tình trạng nuôi nhốt chỉ bao gồm một con đực và hai con cái tại Khu bảo tồn Tê giác Borneo ở Sabah; con đực chết vào năm 2019 và các con cái chết lần lượt vào năm 2017 và 2019.[18][19]
- Dicerorhinus sumatrensis lasiotis, được gọi là Tê giác Sumatra phương bắc hay Tê giác Chittagong hay tê giác lông dày phương Bắc. Phân loài này từng lang thang khắp Ấn Độ và Bangladesh nhưng hiện tại đã được tuyên bố tuyệt chủng tại các quốc gia này. Các báo cáo chưa xác nhận cho rằng có một quần thể nhỏ có thể vẫn đang sống tại Myanmar, nhưng tình hình chính trị tại quốc gia này đã ngăn cản việc xác nhận tình trạng của phân loài.[1] Cái tên lasiotis bắt nguồn từ Tiếng Hy Lạp có nghĩa "tai lông lá". Các nghiên cứu sau này cho thấy rằng lông tai của chúng thì không dài hơn so với các phân loài Tê giác Sumatra khác, nhưng D. s. lasiotis vẫn được coi là một phân loài bởi vì nó lớn hơn một cách đáng kể so với các phân loài khác.[3] Loài này có thể đã tuyệt chủng.

## Phân bố và môi trường sống

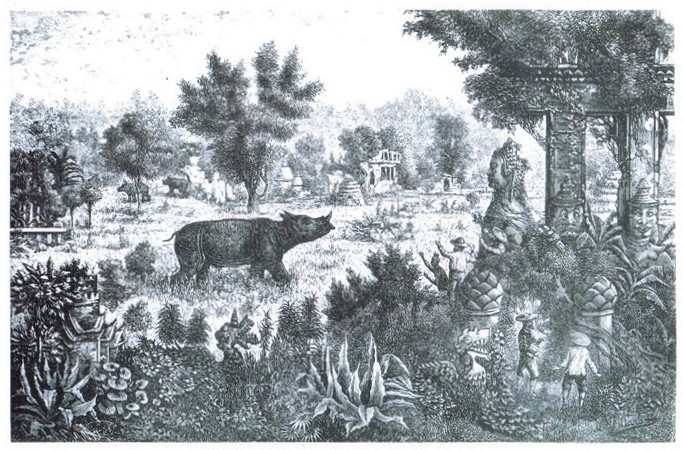
Một con tê giác đang lang thang trong thành phố đổ nát Chiang Saen, miền Bắc Thái Lan, năm 1867

Tê giác Sumatra sống ở cả rừng mưa thứ sinh cao nguyên hay đất thấp, đầm lầy và rừng sương mù. Nó sống ở các vùng đồi núi gần với nguồn nước, đặc biệt là các thung lũng dốc với nguồn cây bụi dồi dào. Tê giác Sumatra đã từng sống trong phạm vi liên tục xa lên phía bắc tận Burma, đông Ấn Độ, và Bangladesh. Các báo cáo chưa xác nhận cũng cho rằng nó sống ở Campuchia, Lào và Việt Nam. Tất cả loài biết được đều phát sinh từ đảo Sumatra. Một số nhà bảo tồn hy vọng tê giác Sumatra có thể vẫn còn ở Burma, mặc dù điều này có khả năng không lớn. Các biến động về chính trị ở Burma đã ngăn chặn việc đánh giá hoặc nghiên cứu về khả năng sinh tồn của loài tại đây. Báo cáo cuối cùng về việc nhìn thấy loài tê giác này trong phạm vi Ấn Độ là vào thập niên 1990.
Tê giác Sumatra phân bố rải rác và rộng rãi trong khoảng phân bố của chúng, rộng hơn nhiều so với các loài tê giác châu Á khác, điều này đã gây khó khăn cho các nhà bảo tồn trong việc bảo vệ các cá thể của loài một cách hiệu quả. Chỉ có bốn khu vực được biết là có tê giác Sumatra: Vườn quốc gia Bukit Barisan Selatan, Vườn quốc gia Gunung Leuser, và Vườn quốc gia Way Kambas tại Sumatra; và tại phía tây Borneo Indonesia của Samarindah.
Vườn quốc gia Kerinci Seblat, vườn quốc gia lớn nhất Sumatra, ước tính có số lượng tê giác khoảng 500 cá thể vào những năm 1980, nhưng do bị săn trộm nên quần thể này hiện bị coi là tuyệt chủng. Vô cùng khó xảy ra việc vẫn còn bất kỳ cá thể nào sống sót ở Bán đảo Malaysia.

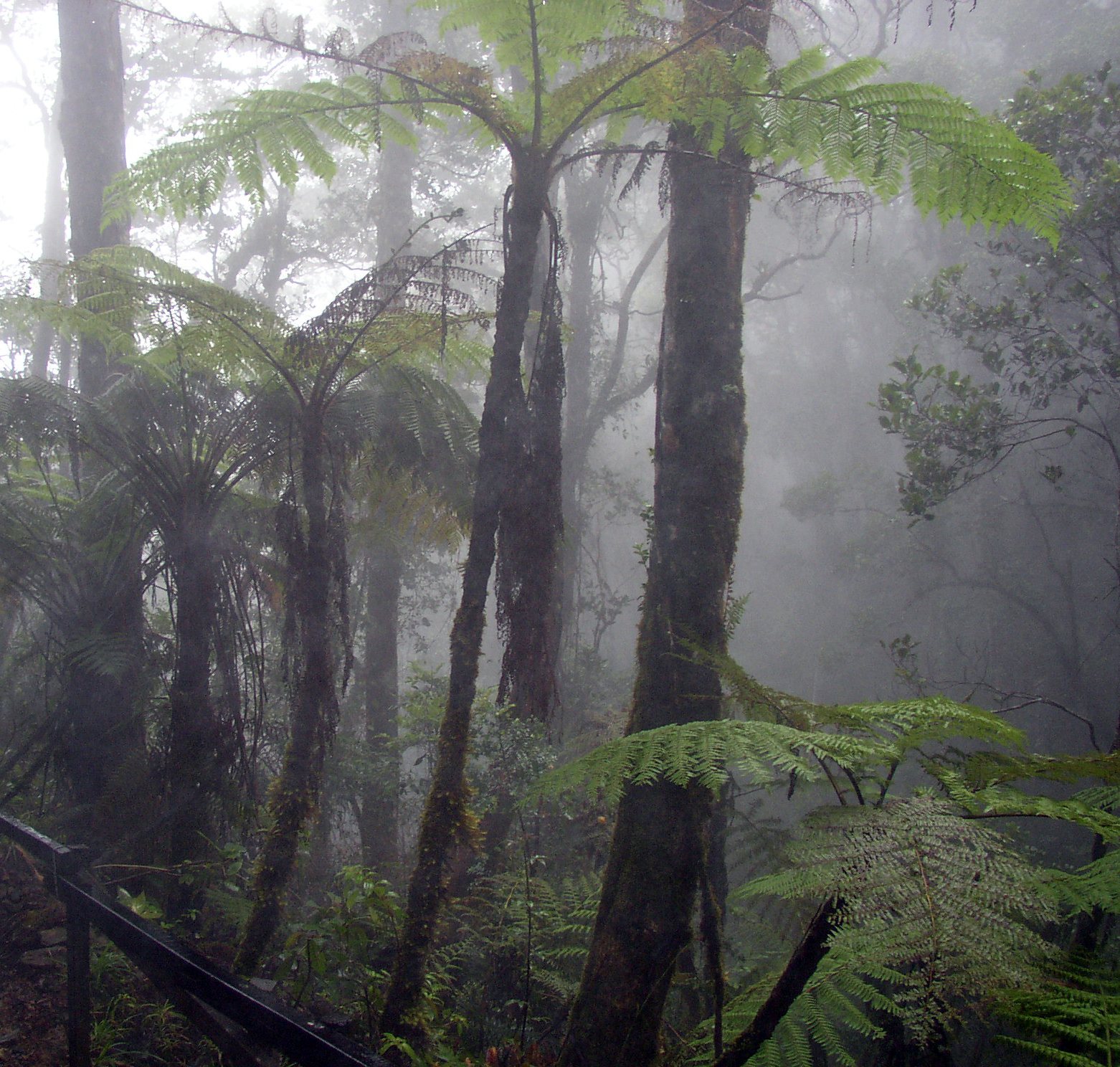
Một khu rừng sương mù ở Sabah, Borneo

Phân tích di truyền của quần thể tê giác Sumatra đã xác định được ba dòng di truyền riêng biệt. Eo biển giữa Sumatra và Malaysia không phải là rào cản đáng kể đối với tê giác như dãy núi Barisan dọc theo chiều dài Sumatra, vì tê giác ở phía đông Sumatra và Bán đảo Malaysia có mối liên hệ chặt chẽ hơn so với tê giác ở phía bên kia dãy núi ở phía tây Sumatra. Trên thực tế, tê giác Sumatra phía đông và tê giác Malaysia cho thấy ít phương sai di truyền đến nỗi hai quần thể này dường như đã không hề tách rời nhau trong thời kỳ Pleistocene, khi mực nước biển thấp hơn nhiều và Sumatra là một phần của lục địa. Tuy nhiên, cả hai quần thể Sumatra và Malaysia đều đủ gần về mặt di truyền đến nỗi việc lai giống sẽ không có vấn đề gì. Mặt khác, tê giác Borneo lại khác biệt đủ để các nhà di truyền học bảo tồn khuyên không nên lai chéo dòng này với các quần thể khác. Các nhà di truyền học bảo tồn gần đây đã bắt đầu nghiên cứu tính đa dạng của nhóm gen trong các quần thể này bằng cách xác định các locus vi vệ tinh. Kết quả thử nghiệm ban đầu cho thấy mức độ biến đổi trong quần thể tê giác Sumatra tương đương với những cá thể trong quần thể tê giác châu Phi ít nguy cấp hơn, nhưng sự đa dạng di truyền của tê giác Sumatra là một lĩnh vực còn đang được tiếp tục nghiên cứu.
Mặc dù tê giác đã bị tuyệt chủng ở Kalimantan kể từ những năm 1990 nhưng vào tháng 3 năm 2013, Quỹ Động vật hoang dã Thế giới (WWF) đã thông báo rằng nhóm nghiên cứu khi theo dõi hoạt động của đười ươi ở West Kutai Regency, Đông Kalimantan đã phát hiện thấy một số dấu vết chân tê giác tươi, hố bùn, dấu vết của những cây tê giác cọ xát, dấu vết của sừng tê giác trên các bức tường của hố bùn và những vết cắn của tê giác trên cành cây nhỏ. Nhóm nghiên cứu cũng xác định rằng tê giác đã ăn hơn 30 loài thực vật. Vào ngày 2 tháng 10 năm 2013, Quỹ Động vật hoang dã Thế giới đã phát hành hình ảnh video được thực hiện với bẫy camera cho thấy tê giác Sumatra ở Kutai Barat, Kalimantan. Các chuyên gia cho rằng các video cho thấy hai cá thể khác nhau, nhưng không chắc chắn lắm. Bộ trưởng Lâm nghiệp Indonesia Zulkifli Hasan gọi bằng chứng video này là "rất quan trọng" và đề cập đến "mục tiêu tăng trưởng số lượng tê giác của Indonesia là ba phần trăm mỗi năm". Vào ngày 22 tháng 3 năm 2016, WWF đã thông báo rằng đã tìm thấy một con tê giác Sumatra còn sống ở Kalimantan; đó là lần tiếp xúc đầu tiên trong hơn 40 năm. Con tê giác cái này đã được chuyển đến một khu bảo tồn gần đó.

## Bảo tồn

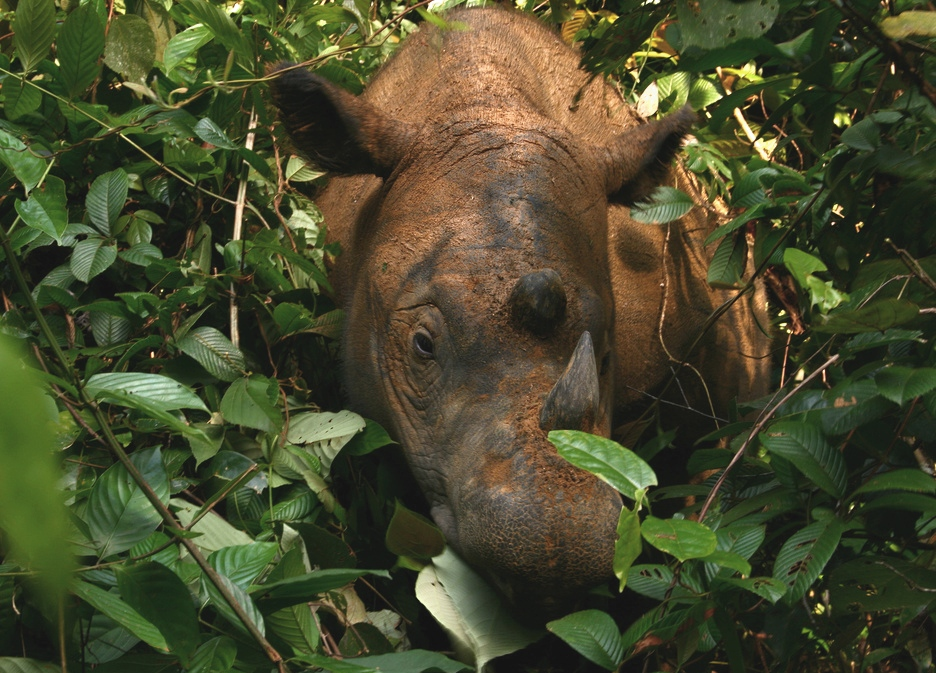
D. s. sumatrensis

Tê giác Sumatra từng có số lượng nhiều tại khắp Đông Nam Á. Giờ ước tính có ít hơn 100 cá thể còn sót lại. Loài này được phân loại là cực kỳ nguy cấp (chủ yếu là do săn bắt trái phép) trong khi đó cuộc khảo sát gần đây nhất vào năm 2008 ước tính có khoảng 250 cá thể còn sống. Từ đầu thập niên 1990, việc sụt giảm số lượng cá thể được ước tính là hơn 50% mỗi thập kỷ, các quần thể rải rác giờ đây đối mặt với nguy cơ suy giảm do giao phối cận huyết. Hầu hết các môi trường sống còn lại là các vùng núi gần như không thể tiếp cận được tại Indonesia.
Bộ Môi trường Indonesia bắt đầu chính thức đếm số lượng tê giác Sumatra vào tháng 2 năm 2019. Việc theo dõi và kiểm đếm dự kiến sẽ hoàn thành trong ba năm.